# Punta Curaumilla
Punta Curaumilla is een schiereiland in Chili in de gemeente Valparaíso van de regio Valparaíso. Het schiereiland ligt ten zuidwesten van de stad aan de Grote Oceaan. Op het schiereiland staat de vuurtoren Punta Curaumilla.
Het schiereiland vormt de grens tussen de mariene ecoregio Centraal Chili in het noorden en de mariene ecoregio Araucanía in het zuiden.